# Kirktonhall

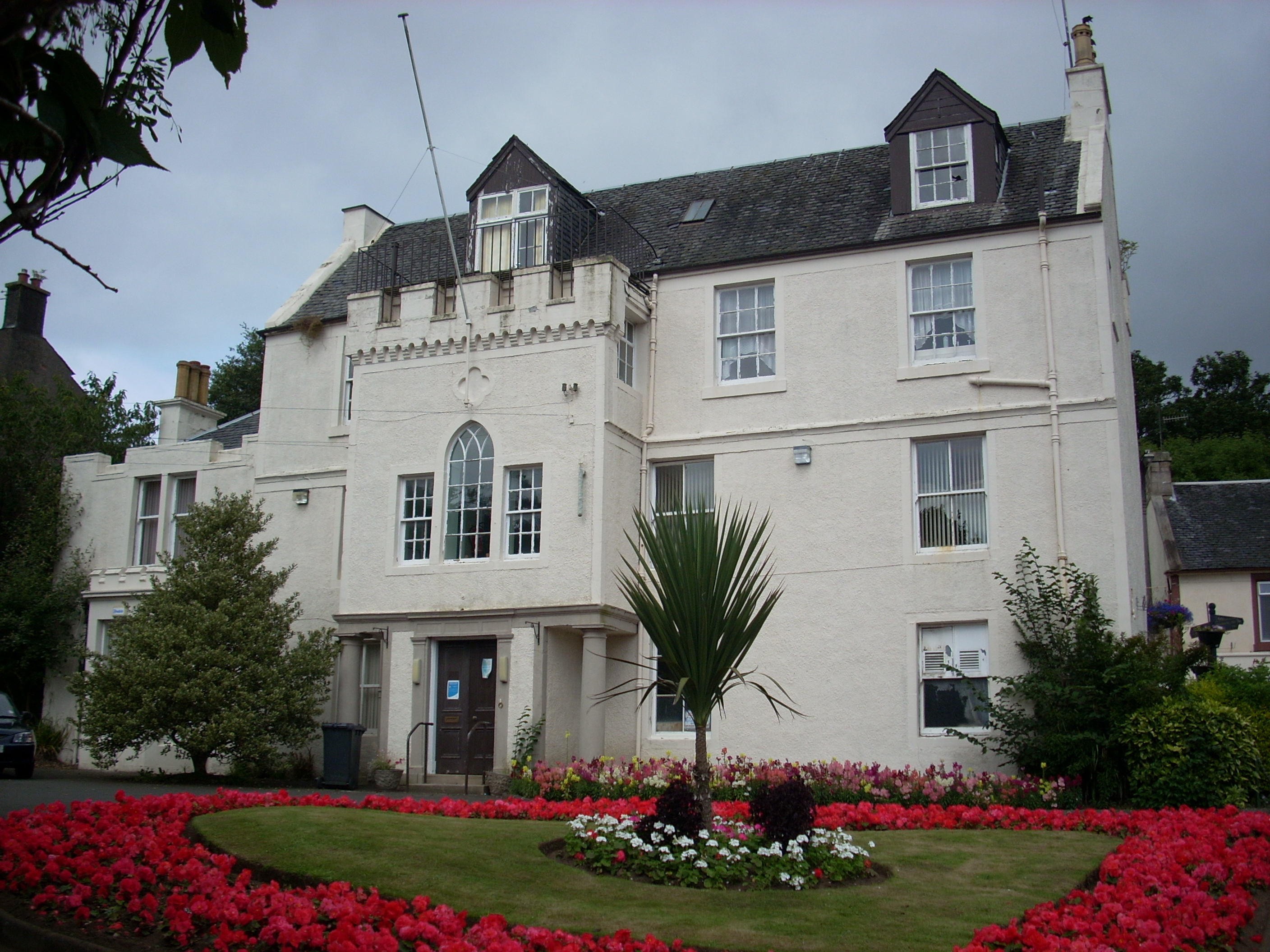
Kirktonhall

Kirktonhall ist das ehemalige Ratsgebäude der schottischen Stadt West Kilbride in der Council Area North Ayrshire. 1971 wurde das Bauwerk in die schottischen Denkmallisten in die Denkmalkategorie B aufgenommen. Des Weiteren ist eine Sonnenuhr im Garten jenseits des Hauses als Denkmal der höchsten Kategorie A klassifiziert.

## Geschichte
Die ältesten Teile des ehemaligen Ratsgebäudes stammen aus dem Jahre 1660. Den Erbauern können wahrscheinlich die Initialen R. S. und M. W. zugeordnet werden. Ein Frank Ritchie überarbeitete das Gebäude im Jahre 1791 umfassend. Die Zinnenbewehrung stammt aus dem Jahre 1807.
Im Jahre 2009 wurde das leerstehende Gebäude in das schottische Register gefährdeter denkmalgeschützter Bauwerke aufgenommen. Zwei Jahre später wurde die Ausbreitung von Schimmel im Gebäudeinneren beschrieben. Aus dem folgenden Jahr ist Vandalismus berichtet. Zuletzt 2013 wurde der Zustand von Kirktonhall jedoch als verhältnismäßig gut und die Gefährdung als gering eingestuft. 2018 wurde die Restaurierung von Kirktonhall begonnen.

## Beschreibung
Kirktonhall befindet sich im Norden der Stadt an der Einmündung der Glen Road in die Ritchie Street. Der Eingangsbereich des schlanken, dreistöckigen Gebäudes liegt an der südostexponierten Gebäuderückseite. Säulen flankieren das Eingangsportal und tragen einen darüberliegenden auskragenden Gebäudeteil mit teils gotisierten Fenstern. Er schließt mit einer Zinnenbewehrung ab. Die drei Dachgauben sind im viktorianischen Stil gestaltet. Die Giebelseite ist schlicht gehalten. Alle Fassaden sind mit Harl verputzt und grau eingefärbt.

## Sonnenuhr

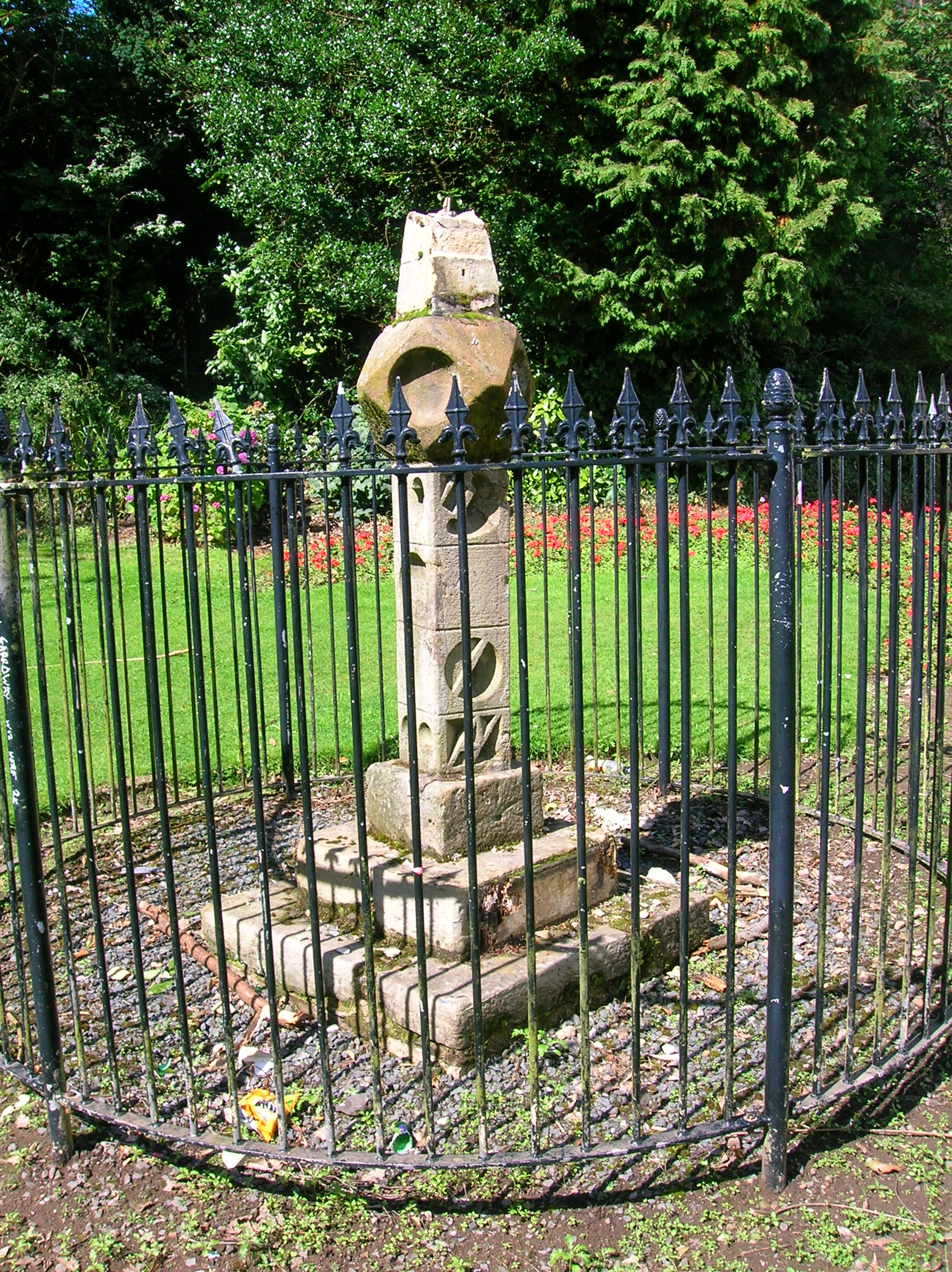
Sonnenuhr von Kirktonhall

Im Garten jenseits des Hauses ragt eine obeliskförmige Sonnenuhr auf. Sie stammt aus dem Jahre 1717 und wurde von Robert Simpson in Gedenken an seine Eltern erbaut. Das auffällige Bauwerk ist mit mehreren Gnomonen ausgestattet und mit einer Wappenplatte verziert.